# Дампле
Дампле (фр. Dampleux) насеље је и општина у североисточној Француској у региону Пикардија, у департману Ен (Пикардија) која припада префектури Соасон.
По подацима из 2011. године у општини је живело 426 становника, а густина насељености је износила 52,01 становника/km². Општина се простире на површини од 8,19 km². Налази се на средњој надморској висини од 155 метара (максималној 187 m, а минималној 92 m).

## Демографија
| 1962. | 1968. | 1975. | 1982. | 1990. | 1999. | 2011. |
| ----- | ----- | ----- | ----- | ----- | ----- | ----- |
| 129   | 149   | 152   | 265   | 345   | 380   | 426   |

График промене броја становника у току последњих година